# Къзъл-Жар
ФК „Къзъл-Жар“ (на казахски: Кызыл-Жар футбол клубы) е футболен клуб от град Петропавловск, Северноказахстанска област, Казахстан. Играе във Висшата лига на Казахстан.

## История
Основан през 1968 година в СССР (Казахска ССР). Играе низшите лиги на първенствата на СССР. Прави дебют във Висшата лига на Казахстан през 1992 година, където заема 19-о място. en la cual han participado en más de 10 temporadas, a la cual retornaron para la temporada 2018 tras nueve años de ausencia.[ неясно? ] Вицешампион на Казахстан за 1999 и 2000 години.
Домакинските си мачове играе на стадион „Карасай“ с капацитет 9100 зрители.

## Предишни имена
| Години      | Име                                    |
| ----------- | -------------------------------------- |
| 1968 – 1969 | „Авангард“                             |
| 1970 – 1978 | „Металист“ Металлист                   |
| 1979 – 1980 | „Авангард“                             |
| 1990 – 1992 | „Металист“ Металлист                   |
| 1998        | „Есил“ Есіл                            |
| 1999        | „Аксес-Есил“ Аксесс-Есіл               |
| 2000        | „Аксес-ГолденГрейн“ Аксесс-ГолденГрейн |
| 2001 -2008  | „Есил-Богатир“ Есіл-Богатырь           |
| 2009 – 2012 | „Къзължар“ Қызылжар                    |
| 2013 – 2019 | „Къзъл-Жар СК“                         |
| 2020 –      | „Къзъл-Жар“                            |

## Успехи
СССР
- Втора лига на СССР, 7 зона
  - 13-о място (1): 1981

 Казахстан
- Висша лига на Казахстан
  -  Сребърен медалист (2): 1999, 2000
  -  Бронзов медалист (1): 2001
- Купа на Казахстан:
  -  Финалист (1): 1999/2000
- Първа лига
  -  Победител (1): 2019

## Български футболисти
- Михаил Венков: 2018 - (14 мача - 0 гола)